# Hassane Amraoui
Pour les articles homonymes, voir Amraoui.
Hassane Amraoui, né en 1969 à Tifrene dans la daïra de N'Gaous, est un peintre, photographe et vit à Montréal.

## Biographie
Il est issu d'une famille auressienne.

### Étude
Hassane Amraoui a étudié d’abord à l'École régionale des beaux-arts de Batna  , ensuite à l’École supérieure des beaux-arts d'Alger,. Il fait une formation d’une année à la Maison de la presse d’Alger d’où il obtient son certificat en photographie.

## Action artistique
Hassane Amraoui expose en Algérie et surtout en Tunisie. Il a également participé à des exposititons en France. En 2007, il participe à une exposition collective à Libreville au Gabon. Ensuite, Hassane Amraoui immigre vers le Canada. 
Hassane Amraoui, qui vit à Montréal, Il est membre actif de Diversité artistique Montréal, placée sous l’égide du Conseil des arts de Montréal, Il est aussi membre du Regroupement des artistes en arts visuels du Québec. Par ses couleurs, il exprime les différentes cultures qui évoquent la joie et la richesse  en Amérique du Nord. Il est aussi engagé dans la promotion du langage pictural de la culture berbère originaire du bassin méditerranéen.

### Style
Hassane Amraoui emploie des nouvelles techniques de traits interminables, de lignes enchevauchées, il construit une architecture propre à chaque détail. Les couleurs prennent des teintes chaleureuses. Ses personnages expriment le rêve des peuples qui aspirent à un monde meilleur. 

### Thème
Il peint les Aurès, l'homme bleu, les femmes chaouis, les batailles des  Numides, l'amour, la paix, l'enfance. Il présente aussi le monde actuel et la préhistoire. il s’inspire  de la terre de l’Aurès et du Tassili, ses origines berbères sont implantées.

### Exposition
- En 1990, exposition sous le thème Imazighen Graffiti dans les Aurès [1]. Hassane Amraoui a exposé plusieurs fois par an en Algérie[5].
- En 1991, Théâtre à Batna [4].
- De 1997 et 2005, il  a exposé dans plusieurs galeries tunisiennes, à Tunis[5], ainsi qu’à l’Hôtel de ville de Paris en 2001[2].
- En 2004, il expose son thème L’aube de la vie au Palais de la culture à Alger[4].
- En 2006, il  présente le thème Où va le monde?, à la Galerie Crescent Contemporain, à Montréal[2].
- En 2007, expose à Libreville au Gabon[2]
- En 2008, 6e exposition du Collectif Bain Mathieu[2].
- En 2009, exposition collective  lors du Mois de l’histoire des Noirs à Montréal[4].
- En 2011,exposition collective, à la Maison de la Culture Côte des Neiges, dont le titre est  L’écorché vif, pour honorer la mémoire de l’artiste M'hamed Issiakhem, durant le 3e Printemps culturel nord Africain à Montréal[7].
- En 2012, à la virée des ateliers, Montréal,  exposition  Le désordre du Printemps[4]
- En 2014, du 12 novembre au 18 octobre, exposition individuelle à Montréal, à la Maison de la Culture de Huntsic,  le titre  Paradoxâme[8] , [9]

### Mural et fresque
En 2014, Hassane Amraoui a réalisé sa murale dont le titre est Danse de mémoire, lors du 1er  Symposium Art mural de Sherbrooke, plusieurs personnages, des Touaregs en couleur et en noir et blanc, sont représentés en train de danser.
Hassane Amraoui a peint plusieurs fresques dans les Aurès de 40 m sur 16 m dans des grottes , sur  des pierres à Tifrent, à Biskra (Himsounin) sur les rochers ,,.

### Œuvres
- Désordre dans l’ordre[1].
- Tumulte du Printemps[1].
- La tribu du soleil, œuvre attribuée à Marie-Claude Barey[10].
- La Bataille de Zama[1].

### Prix
En 2010, il a obtenu le prix du Concours d'affiche Vues d’Afrique à Montréal.

## Biographie
- Al Acil , 11 janvier 1994.
- La Tribune du 26 décembre 1998, Algérie
- Le Matin du 13 mai 1997, Algérie
- Liberté du 29 août 1998 Algérie
- Revue L'espace pictural n 3, août, 2000
- Catalogue Couleur Maghrébine, Paris, 2001
- Catalogue Printemps d'Hastrubal, Tunis, 2001
- [PDF]« Hassane Amraoui », Diversité des arts à Montréal (consulté le 11 juillet 2015)
- Mansour Abrous, Algérie : arts plastiques. Dictionnaire biographique (1900-2010), éd. L'Harmattan, Paris, 2011, p. 62-63